# Nancy Drew: Secrets Can Kill
Secrets Can Kill es la primera de muchas entregas de la serie de juegos de aventuras point-and-click de  Nancy Drew lanzada en 1998 por HeR Interactive. Los jugadores asumen la perspectiva en primera persona de la detective aficionada ficticia Nancy Drew y resolverán un misterio interrogando a los sospechosos, resolviendo acertijos y descubriendo pistas. El juego presenta entornos 3D pre-renderizados donde, a diferencia de juegos posteriores, los personajes están animados en 2D. Hay tres niveles de juego: modo detective junior, senior y maestro. Cada modo ofrece un nivel diferente de dificultad de puzles y pistas. Sin embargo, ninguno de estos cambios afectará a la trama real del juego. El juego está basado vagamente en un libro de The Nancy Drew Files del mismo nombre, Secrets Can Kill (1986).
Una nueva versión mejorada del juego subtitulada Remastered se lanzó el 24 de agosto de 2010. Las ventas del Secrets Can Kill original fueron descontinuadas el 1 de agosto de 2010.

## Trama
Nancy Drew se toma un semestre libre del instituto para visitar a su tía Eloise en Florida. Un estudiante llamado Jake Rogers es asesinado en la escuela secundaria local donde Eloise trabaja como bibliotecaria. Eloise le pide a Nancy que investigue, por lo que Nancy se infiltra como nueva estudiante e intenta resolver el misterio. A lo largo del juego, Nancy descubre que Jake Rogers estaba chantajeando a varios de los otros personajes grabando en vídeo sus fechorías:
- Hal Tanaka realizó cursos adicionales para que le aprobaran una beca. Sabía que si no conseguía la beca, su familia lo enviaría de regreso a Japón. Poco a poco se sintió abrumado y enterrado en el trabajo, por lo que decidió plagiar un ensayo en inglés de un libro de la biblioteca de la escuela, lo cual Jake captó en cámara. Jake chantajeó a Hal para que hiciera su tarea durante el resto del semestre, de lo contrario Jake revelaría el plagio a la familia de Hal.
- Connie Watson estaba luchando por conseguir suficiente dinero para la matrícula universitaria, por lo que decidió usar su experiencia en judo para competir en secreto en un torneo masculino (el premio era significativamente mejor que el del torneo femenino), que Connie ganó fácilmente. Jake la captó quitándose la máscara frente a la cámara y luego la obligó a salir con él.
- Hulk Sánchez resultó gravemente herido mientras jugaba al fútbol, por lo que para seguir jugando e impresionar a los cazatalentos de la universidad, decidió irrumpir en la planta farmacéutica local para robar algunos esteroides. Después de filmar a Hulk saliendo de la planta, Jake lo obligó a ser su lacayo.
- El padre de Daryl Gray era el exsenador estadounidense Eugene Gray, quien se declaró en quiebra después de algunos malos negocios. Daryl se involucró en un trato de tráfico de drogas con Mitch Dillon. Jake captó un video de la transacción y exigió una parte de las ganancias que Daryl estaba recibiendo.
- Mitch Dillon dirigía una red de drogas desde la planta farmacéutica local. Cuando Jake captó un video de una transacción entre él y Daryl Gray, intentó chantajear a Mitch.

Al hablar con Daryl, Nancy se da cuenta de que fue Mitch quien mató a Jake y Daryl le dice a Nancy que se mantenga alejada de él y del caso. Sin embargo, Nancy tiene un plan para arrestar a Mitch con la ayuda de Daryl y Connie; juntos logran detener a Mitch el tiempo suficiente hasta que llega la policía y lo arresta. Con el asesino de Jake tras las rejas, todos reanudan sus vidas normales mientras Nancy va a la ciudad de Nueva York para resolver las misteriosas amenazas de muerte de una estrella en ascenso llamada Rick Arlen, lo que conduce a los eventos del próximo juego.

## Desarrollo

### Personajes
- Nancy Drew - Nancy es una detective aficionada de 18 años de la ciudad ficticia de River Heights en Estados Unidos. Ella es el único personaje jugable en el juego, lo que significa que el jugador debe resolver el misterio desde su perspectiva.
- Daryl Gray - Daryl es quien encontró el cuerpo de la víctima. Trabaja a tiempo parcial como cocinero de platos cortos en Maxine's Diner y es el presidente del consejo estudiantil de la escuela (asume el cargo en reemplazo de su padre, que fue senador del estado de Florida). Es conocido por ser un chico rico, popular y bonito que conduce un Porsche 911.
- Connie Watson - Connie es una chica fuerte con actitud y un oscuro secreto. El jugador siempre puede encontrarla en el Salón de Estudiantes.
- Hal Tanaka - Hal es un estudiante de intercambio de Japón. Está muy concentrado en conseguir una beca para poder ir a la universidad y convertirse en médico. Él siempre está en la sala de estudio de la escuela. Parece inteligente.
- Héctor «Hulk» Sánchez - Hulk Sánchez es un deportista estereotipado que espera jugar fútbol americano universitario y luego jugar para los Miami Dolphins . Sin embargo, Hulk necesita una beca deportiva para alcanzar ese sueño.
- Mitch Dillon - Mitch es el técnico de servicio de la caldera de la escuela y no se lo ve mucho en el juego.

### Elenco
- Nancy Drew - Lani Minella
- Hal Tanaka - John Truong
- Hector 'Hulk' Sanchez - Rick Calvert
- Daryl Gray - Bill Corkery
- Mitch Dillon - Kenton Leach
- Connie Watson - Donna Rowry[5]

## Lanzamiento
Secrets Can Kill fue uno de los primeros juegos de computadora de misterio que se lanzó y que estaba dirigido al grupo demográfico femenino joven.

### Recepción
En 2001, Secrets Can Kill vendió 28.050 unidades en Norteamérica según PC Data. Su reedición en formato joyero vendió 41.455 copias en la región durante 2003. Sólo en Estados Unidos, la versión para computadora del juego vendió entre 100.000 y 300.000 unidades en agosto de 2006. Las ventas combinadas de la serie de juegos de aventuras Nancy Drew alcanzaron las 500.000 copias en América del Norte a principios de 2003, y las entregas para computadora alcanzaron 2,1 millones de ventas solo en los Estados Unidos en agosto de 2006. Al comentar este éxito, Edge calificó a Nancy Drew como una «franquicia poderosa».
La recepción crítica de Nancy Drew: Secrets Can Kill ha sido mixta. El Washington Post criticó a Secrets Can Kill por no darle al jugador una buena idea del personaje de Nancy Drew y afirmó que «este juego desinfectado podría volverse viejo bastante rápido; me quedaría con los libros». Adventure Gamers le dio al juego dos estrellas. El New York Times ha calificado al juego como «la no Barbie de los juegos de ordenador». El Sun Sentinel elogió el juego y escribió: «Nancy Drew: Secrets Can Kill es un juego maravilloso para los lectores de los misterios de Nancy Drew e incluso para los lectores anteriores. Ayuda a dar vida a los personajes, al mismo tiempo que inyecta un poco del jugador en el papel». Millie Benson, una periodista que escribió muchos de los misterios originales de Nancy Drew bajo el seudónimo de Carolyn Keene, elogió el juego en el Toledo Blade y lo elogió por «mantener el sabor de los primeros libros de Nancy Drew» y por el «cuidado de los desarrolladores al desarrollar escenas y personajes».

### Remake
Secrets Can Kill fue descontinuado oficialmente el 1 de agosto de 2010 debido a problemas de compatibilidad con tarjetas de sonido en computadoras más nuevas. El 24 de agosto de 2010, HeR Interactive lanzó una versión remasterizada de Secrets Can Kill con un nuevo final y personajes 3D pre-renderizados.
Common Sense Media reseñó el juego remasterizado y le dio una crítica favorable, calificándolo con cinco estrellas.